# Karl Lichnowsky

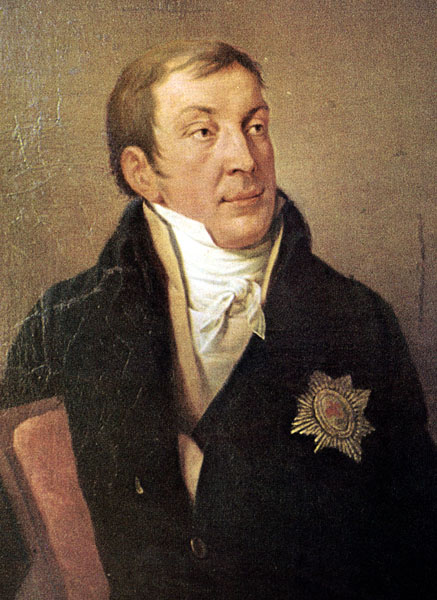
Fürst Karl Lichnowsky

Fürst Karl Alois Johann Nepomuk Vinzenz Leonhard Lichnowsky, Edler Herr von Woschütz (* 21. Juni 1761 in Wien; † 15. April 1814 ebenda), war der zweite Fürst Lichnowsky sowie Kammerherr am kaiserlichen Hof in Wien. Bekannt ist er vor allem als Musik-Mäzen und aufgrund seiner Beziehungen zu Wolfgang Amadeus Mozart und Ludwig van Beethoven.

## Biographie
Karl Lichnowsky war der älteste Sohn des Grafen und 1773 durch Friedrich II. König von Preußen in den Fürstenstand erhobenen Friedrich Carl Johann Amadeus Lichnowsky (1720–1788) und seiner Ehefrau, Gräfin Carolina, geb. Reichsgräfin von Althann. Obwohl er den größten Teil seines Lebens in Wien verbrachte, hatten er und seine Familie den Hauptteil ihres Besitzes in Grätz im habsburgischen Mähren und in dem seit einigen Jahrzehnten preußischen und zuvor ebenfalls habsburgischen Schlesien, wo ihm Schloss Kreuzenort gehörte.
Von 1776 bis 1782 studierte er in Leipzig und Göttingen Jura. In Göttingen hatte er Kontakt mit Johann Nikolaus Forkel, der später als erster Biograf Johann Sebastian Bachs bekannt wurde. Lichnowsky selbst begann in dieser Zeit, Manuskripte mit Bachkompositionen zu sammeln. Auch betätigte er sich als Musiker.
Seine letzte Wohnung befand sich in der Hinteren Schenkenstraße Nr. 60, wo er am 15. April 1814 an einem Schlaganfall starb. Seine letzte Ruhestätte fand er in der Familiengruft auf dem Friedhof Podolí bei Grätz.

## Beziehung zu Mozart
Lichnowsky war Freimaurer und gehörte der gleichen Loge wie Wolfgang Amadeus Mozart an. Als er 1789 zu einer Reise nach Berlin aufbrach, bot er seinem Logenbruder an, ihn auf seine (Lichnowskys) Kosten zu begleiten. Sie brachen am Morgen des 8. April 1789 von Wien auf und erreichten Potsdam am 25. April, wo Mozart von König Friedrich Wilhelm empfangen wurde.
Auch lieh Lichnowsky Mozart Geld, das dieser aber nicht zurückzahlen konnte, so dass Lichnowsky ihn verklagte. Am 9. November 1791, wenige Wochen vor Mozarts Tod wurde die Klage zugunsten Lichnowskys entschieden, dem laut Urteil eine Summe von 1435 Gulden und 32 Kreuzer zustand – das Gericht wies den Kämmerer des kaiserlichen Hofs als Arbeitgeber Mozarts an, die Hälfte von Mozarts Gehalt von jährlich 800 Gulden zu pfänden.

## Beziehung zu Beethoven
Kurz nach Mozarts Tod wurde Lichnowsky einer der wichtigsten Unterstützer Ludwig van Beethovens. 1796 begleitete der Komponist den Fürsten auf einer Reise nach Prag und Schloss Kreuzenort, von wo aus Beethoven nach Berlin weiter reiste. Im Jahr 1800 bewilligte Lichnowsky Beethoven eine Unterstützung von 600 Gulden jährlich, die solange gezahlt werden sollte, bis Beethoven eine feste Anstellung als Musiker erlangt – was aber nie geschah. Noch am 16. Januar 1805 schrieb Beethoven an den Verlag Breitkopf & Härtel, Lichnowsky sei „einer meiner treuesten Freunde und beförderer Meiner Kunst“. Lichnowskys Zahlungen endeten infolge eines schweren Zerwürfnisses, als Beethoven im Herbst 1806 oder 1807 zu Gast auf Schloss Grätz war und sich weigerte, für französische Offiziere zu musizieren, die beim Fürsten zu Besuch waren. Wie Ferdinand Ries berichtete, hatte Beethoven „den Stuhl schon aufgehoben, um ihn auf des Fürsten Kopf in seinem eigenen Hause zu zerbrechen, nachdem der Fürst die Zimmerthür, die B. nicht aufmachen wollte, zertreten hatte, wenn Oppersdorf ihm nicht in die Arme gefallen wäre“. Nach seiner Rückkehr nach Wien zerstörte Beethoven daraufhin eine Büste des Fürsten.

## Widmungen Beethovens
Beethoven widmete Lichnowsky sieben Kompositionen:
- Die drei Klaviertrios op. 1 (1793)
- Die Klaviervariationen zu Quant’è più bello aus Giovanni Paisiellos Oper La Molinara WoO 69 (1795)
- Die Klaviersonate c-Moll op. 13 „Pathétique“ (1798)
- Die Klaviersonate As-Dur op. 26 (1801)
- Die 2. Sinfonie D-Dur op. 36 (1802)

## Familie
Karl Alois Fürst Lichnowsky heiratete am 25. November 1788 in Wien Wilhelmina Christina Reichsgräfin von Thun und Hohenstein (*  25. Juli 1765 in Wien; † 11. April 1841), Tochter von Franz de Paula Johann Joseph Reichsgraf von Thun und Hohenstein. und von Maria Wilhelmina Anna Josefa, geb. Reichsgräfin von Uhlfeld (Ulfeld, Uhlfeldt). Schon diese Gräfin war in Wien eine Gönnerin von Mozart und Beethoven. Diese verkehrten dort im musikalischen Salon der Gräfin, der sich im Palais ihres Gemahls befand. Einziges Kind der Ehe Lichnowsky/Thun-Hohenstein war der Sohn Eduard (1789–1845), der nach dem Tod seines Vaters auch den Fürstentitel erbte.
In einigen Genealogien wird erwähnt, Fürst Karl Lichnowsky sei eine zweite Ehe mit Katharina Leinböck (*  27. Mai 1793 in Wien; † 23. Juni 1840 ebenda) eingegangen. Es handelte sich jedoch nicht um eine Ehe, sondern um eine außereheliche Liaison.